# KBO League
Die KBO League ist die höchste Liga im professionellen Baseballsport in Südkorea. Sie wird von der Korea Baseball Organization (KBO) ausgerichtet. Die Liga wurde 1982 mit sechs Mannschaften gegründet; heute besteht sie aus zehn Mannschaften. Im Jahr 2017 war die KBO League mit insgesamt über 8,4 Millionen Zuschauern die meistbesuchte südkoreanische Sportliga.
Die Saison beginnt Ende März und endet im Oktober mit den Playoffs und der Korean Series. Die meisten Teams gehören Jaebeol, den großen Industriekonglomeraten, und tragen deren Namen.

## Gegenwärtige Zusammensetzung
| Mannschaft    | Eigentümer/Hauptsponsor                 | Heimstadion                     | Plätze | Stadt    |
| ------------- | --------------------------------------- | ------------------------------- | ------ | -------- |
| Doosan Bears  | Doosan                                  | Baseballstadion Jamsil          | 25.553 | Seoul    |
| Hanwha Eagles | Hanwha                                  | Daejeon-Baseballstadion         | 12.768 | Daejeon  |
| Kia Tigers    | Kia Motors                              | Gwangju-Mudeung-Baseballstadion | 15.200 | Gwangju  |
| Lotte Giants  | Lotte                                   | Sajik-Baseballstadion           | 30.543 | Busan    |
| LG Twins      | LG Group                                | Baseballstadion Jamsil          | 25.553 | Seoul    |
| Samsung Lions | Samsung Group                           | Daegu Samsung Lions Park        | 24.000 | Daegu    |
| SK Wyverns    | SK Group                                | Munhak-Baseballstadion          | 30.480 | Incheon  |
| Kiwoom Heroes | Centennial Investment/Kiwoom Securities | Gocheok Sky Dome                | 16.813 | Seoul    |
| NC Dinos      | NCsoft                                  | Changwon NC Park                | 22.011 | Changwon |
| KT Wiz Suwon  | Korea Telecom                           | Suwon-Baseballstadion           | 22.067 | Suwon    |

## Spielmodus

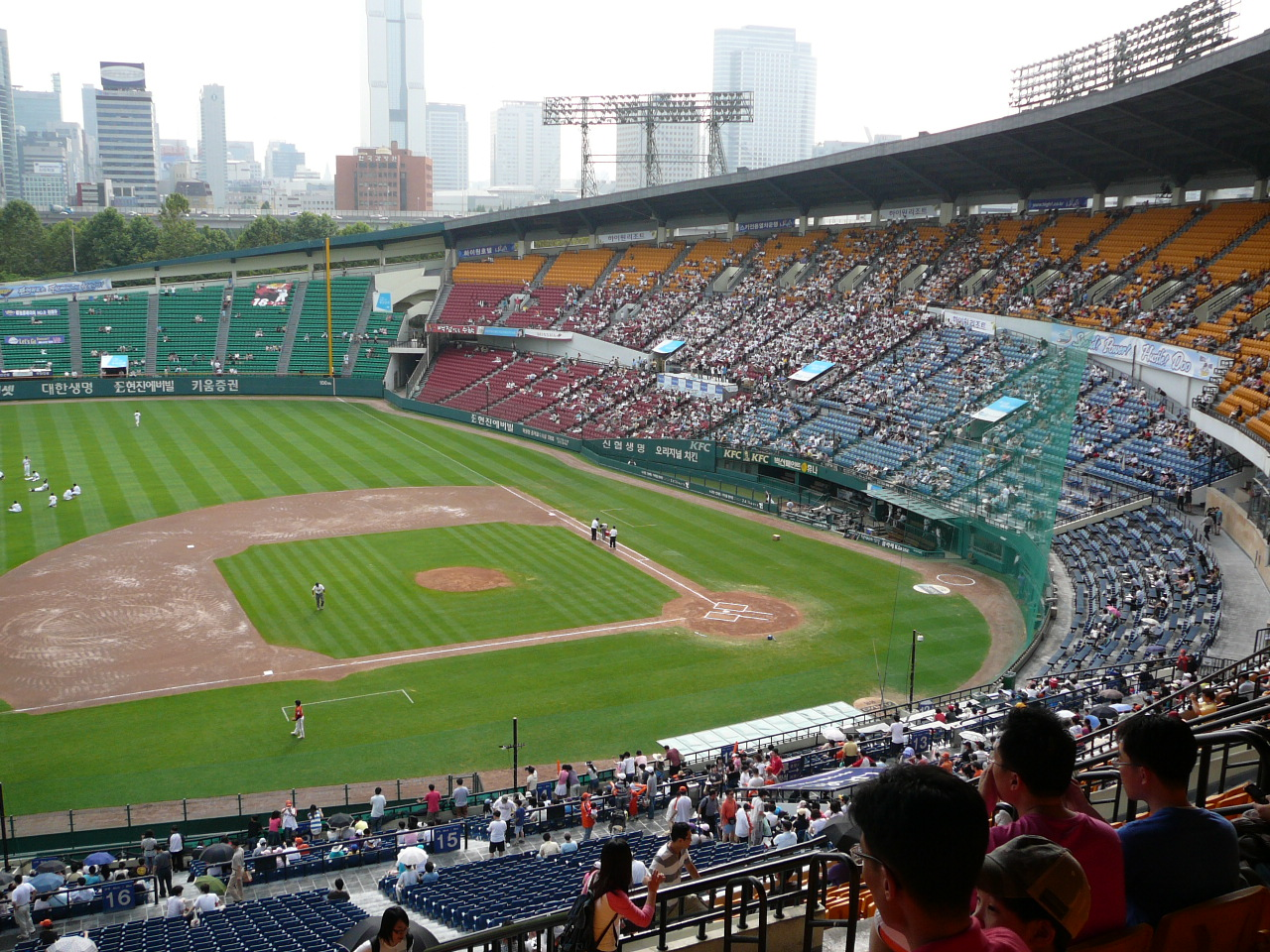
Das Baseballstadion Jamsil in Seoul ist Heimat zweier Mannschaften, der Bears und der Twins

In der regulären Saison absolviert jede der 10 Mannschaften 144 Spiele (16 gegen jeden Konkurrenten), bei insgesamt 720 Spielen.
Danach folgen im Oktober die Play-offs, die mit einer Best-of-Five-Serie zwischen dem Dritten und Vierten beginnen. Der Sieger spielt anschließend ein Best-of-Seven-Duell gegen den Zweitplatzierten der regulären Saison aus. Der Sieger qualifiziert sich für die Korean Series (Hanguk Series) gegen den Ligaersten, bei der in maximal sieben Spielen – zuzüglich möglicher Unentschieden – Ende Oktober die Meisterschaft entschieden wird.
Der Sieger nahm zwischen 2005 und 2008 im November an der Asia Series gegen die Meister Chinas, Japans und Taiwans teil. 2009 findet nur ein Spiel gegen den japanischen Meister statt.

### All-Star Game
Mitte Juli jedes Jahres findet das All-Star-Game der KBO statt, in dem sich die besten Spieler der Liga als „Ost“ und „West“ gegenüberstehen. Die „Ost“-Mannschaft besteht aus Spielern der Teams SK, Samsung, Doosan und Lotte, die „West“-Mannschaft rekrutiert sich aus den Kadern von Kia, Hanhwa, LG und Woori. Die Himmelsrichtungen korrespondieren dabei nicht mit einer geographischen Aufteilung: Die vier Mannschaften aus den nordwestlichen Bevölkerungszentren Seoul und Incheon verteilen sich gleich auf Ost (SK, Doosan) und West (LG, Woori).

## Regeln

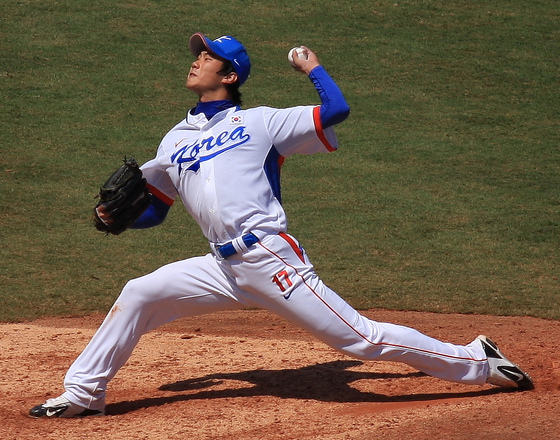
Kim Kwang-Hyun, Pitcher im Nationalteam von Südkorea

### Spielregeln
In der KBO League – im Gegensatz zur Major League Baseball – das Spielergebnis 'Unentschieden' möglich: Bei Gleichstand wird ein Spiel in der regulären Saison nach 12 Innings, in der Postseason nach 15 Innings als Unentschieden gewertet.

### Begrenzung ausländischer Spieler
Mannschaften dürfen maximal drei ausländische Spieler im Kader haben, davon maximal zwei Pitcher. Ausländische Spieler kommen vor allem aus den Vereinigten Staaten, der Dominikanischen Republik und Kuba. Erfolgreiche Spieler der KBO wechseln oft in die japanische NPB, zu den bekanntesten gehören dort Lee Seung-Yeop und Tyrone Woods.

## Geschichte

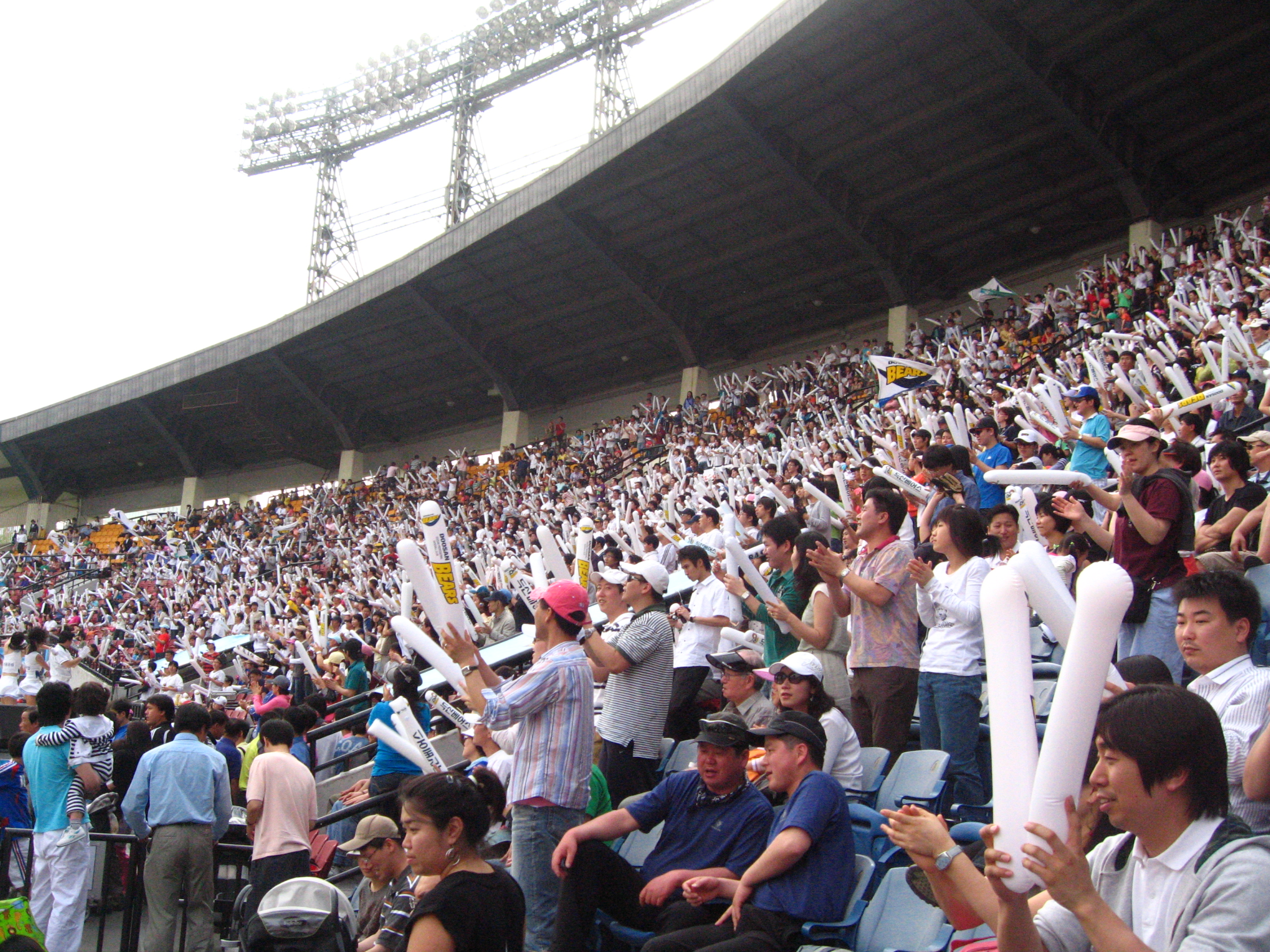
In der jungen Geschichte als Profisport konnte sich Baseball neben Fußball und Basketball ein Publikum erhalten.

Das Eröffnungsspiel fand am 27. März 1982 zwischen den Samsung Lions und den MBC Blue Dragons im Dongdaemun-Stadion in Seoul statt. Präsident Chun warf den ersten Pitch.
Die Gründungsmannschaften waren:
- die Samsung Lions aus Daegu,
- die Haitai Tigers aus Gwangju,
- die Lotte Giants aus Busan,
- die MBC Blue Dragons (MBC Cheongryong) aus Seoul,
- die OB Bears aus Daejeon und
- die Sammi Superstars aus Incheon.

1985 wurde aus den Sammi Superstars die Cheongbo Pintos. Ein Jahr später, 1986, zogen die OB Bears von Daejeon nach Seoul um und teilten sich fortan das Jamsil-Baseballstadion mit MBC Cheongryong. Anstelle der Bears wurden die Binggrae Eagles in Daejeon angesiedelt, die Liga wuchs auf sieben Mannschaften. 1988 wechselten die Pintos erneut den Eigentümer und hießen nun Taepyeongyang Dolphins. 1990 wurden die MBC Cheongryong zu den LG Twins und mit den Ssangbangul Raiders aus Jeonju in der Provinz Jeollabuk-do wurde die Liga um eine achte Mannschaft erweitert.
In den 1990er Jahren gab es nur geringfügige Änderungen der Ligastruktur, als einige Mannschaften den Eigentümer wechselten: 1993 wurden die Binggrae Eagles die Hanhwa Eagles, 1995 aus den Taepyeongyang Dolphins die Hyundai Unicorns und die OB Bears 1999 zu den Doosan Bears. Im Jahr 2000 gab es wieder größere Veränderungen, als die Raiders den Spielbetrieb einstellten. Dafür kamen die SK Wyverns aus Incheon neu hinzu, und die Hyundai Unicorns zogen nach Suwon um. 2001 übernahm Kia die Haitai Tigers. Eine weitere Änderung fand 2008 statt, als die Hyundai Unicorns als Woori Heroes nach Seoul umzogen. Als neunte Mannschaft kam 2013 NC Dinos aus Changwon hinzu. Zuletzt komplettierte das Team KZ Wiz aus Suwon die aktuell aus zehn Mannschaften bestehende Liga. Im Jahr 2018 änderten die Nexen Heroes ihren Hauptsponsor und spielen seitdem unter dem Namen Kiwoom Heroes im 2016 eröffneten ersten überdachten Baseballstadion Südkoreas, dem Gocheok Sky Dome.

## Stadien
| Doosan Bears / LG Twins | Hanwha Eagles           | Kia Tigers                  | KT Wiz                  | Lotte Giants                 |
| ----------------------- | ----------------------- | --------------------------- | ----------------------- | ---------------------------- |
| Baseballstadion Jamsil  | Hanwha Life Eagles Park | Gwangju-Kia Champions Field | Suwon kt wiz park       | Busan Sajik Baseball Stadium |
| Kapazität: 25.553       | Kapazität: 13.000       | Kapazität: 22.244           | Kapazität: 22.067       | Kapazität: 26.800            |
|                         |                         |                             |                         |                              |
| NC Dinos                | Kiwoom Heroes           | Samsung Lions               | SK Wyverns              |                              |
| Changwon NC Park        | Gocheok Sky Dome        | Daegu Samsung Lions Park    | Munhak Baseball Stadium |                              |
| Kapazität: 22.011       | Kapazität: 16.813       | Kapazität: 24.000           | Kapazität: 26.000       |                              |
|                         |                         |                             |                         |                              |

## Gewinner der Korean Series
siehe auch: Korean Series
| Team                                | Siege | Teilnahmen | Saison(s)                                                                                                  |
| ----------------------------------- | ----- | ---------- | --- |
| Kia Tigers (Haitai Tigers)          | 11    | 11         | 1983, 1986, 1987, 1988, 1989, 1991, 1993, 1996, 1997, 2009, 2017                                           |
| Samsung Lions                       | 7＋1  | 17         | 1982, 1984, 1985, 1986, 1987, 1990, 1993, 2001, 2002, 2004, 2005, 2006, 2010, 2011, 2012, 2013, 2014, 2015 |
| Doosan Bears (OB Bears)             | 6     | 14         | 1982, 1995, 2000, 2001, 2005, 2007, 2008, 2013, 2015, 2016, 2017, 2018, 2019, 2020                         |
| SK Wyverns                          | 4     | 8          | 2003, 2007, 2008, 2009, 2010, 2011, 2012, 2018                                                             |
| Hyundai Unicorns (Pacific Dolphins) | 4     | 6          | 1994, 1996, 1998, 2000, 2003, 2004                                                                         |
| LG Twins (MBC Chungyong)            | 2     | 6          | 1983, 1990, 1994, 1997, 1998, 2002                                                                         |
| Lotte Giants                        | 2     | 4          | 1984, 1992, 1995, 1999                                                                                     |
| Hanhwa Eagles (Binggrae Eagles)     | 1     | 6          | 1988, 1989, 1991, 1992, 1999, 2006                                                                         |
| NC Dinos                            | 1     | 2          | 2016, 2020                                                                                                 |
| Kiwoom Heroes (Nexen Heroes)        | 0     | 2          | 2014, 2019                                                                                                 |

## Zuschauerzahlen
Nachfolgend sind die Gesamt-Zuschauerzahlen der KBO League in den vergangenen Jahren dargestellt.
| Jahr | Zuschauer |
| ---- | --------- |
| 2010 | 5.928.626 |
| 2011 | 6.810.028 |
| 2012 | 7.156.157 |
| 2013 | 6.441.945 |
| 2014 | 6.509.915 |
| 2015 | 7.360.530 |
| 2016 | 8.339.577 |
| 2017 | 8.400.688 |
| 2018 | 8.073.742 |